# 1122
Il 1122 (MCXXII in numeri romani) è un anno  del XII secolo.

## Eventi
- 5 gennaio – Sinodo di Crotone presieduto da papa Callisto II.
- Agosto - Battaglia di Beroia: l'imperatore bizantino Giovanni II Comneno sconfigge i Peceneghi, provocandone la scomparsa.
- 8 agosto - Comincia la Guerra tra Venezia e Bisanzio.
- 23 settembre — Concordato di Worms: Sacro romano impero e Chiesa cattolica stipulano a Worms un concordato che sancisce la fine della lotta tra papato e impero, detta lotta per le investiture.
- Pietro Abelardo scrive Sic et Non.

## Nati
- Eleonora d'Aquitania, duchessa († 1204)
- Adelardo Cattaneo, cardinale e vescovo cattolico italiano († 1225)
- Enrico I di Oldenburg-Wildeshausen, conte tedesco († 1167)
- Federico Barbarossa, sovrano tedesco († 1190)

## Morti
- 7 marzo - Boemondo I d'Antiochia, militare normanno
- 3 maggio - Bertoldo III di Zähringen, duca (n. 1085)
- 15 maggio - Yejong di Goryeo, re coreano (n. 1079)
- 9 agosto - Kuno di Urach, cardinale tedesco
- 20 ottobre - Ralph d'Escures, abate, vescovo e arcivescovo normanno
- 8 novembre - Ilghazi ibn Artuq, condottiero turco
- 28 novembre - Ottocaro II di Stiria, nobile austriaco (n. 1082)
- 4 dicembre - Enrico V di Carinzia, nobile tedesco
- 19 dicembre - Berardo da Teramo, vescovo cattolico italiano
- Alberada di Buonalbergo, nobildonna
- Orzocco II de Lacon-Zori, sovrano
- Sibilla di Normandia, regina francese
- Vitale di Savigny, abate e santo francese
- Al-Hariri, letterato, scrittore e filologo arabo (n. 1054)

## Calendario
| Calendario 1122 | Calendario 1122 | Calendario 1122 | Calendario 1122 | Calendario 1122 | Calendario 1122 | Calendario 1122 | Calendario 1122 | Calendario 1122 | Calendario 1122 | Calendario 1122 | Calendario 1122 | Calendario 1122 | Calendario 1122 | Calendario 1122 | Calendario 1122 | Calendario 1122 | Calendario 1122 | Calendario 1122 | Calendario 1122 | Calendario 1122 | Calendario 1122 | Calendario 1122 | Calendario 1122 | Calendario 1122 | Calendario 1122 | Calendario 1122 | Calendario 1122 | Calendario 1122 | Calendario 1122 | Calendario 1122 | Calendario 1122 | Calendario 1122 |
| --------------- | --------------- | --------------- | --------------- | --------------- | --------------- | --------------- | --------------- | --------------- | --------------- | --------------- | --------------- | --------------- | --------------- | --------------- | --------------- | --------------- | --------------- | --------------- | --------------- | --------------- | --------------- | --------------- | --------------- | --------------- | --------------- | --------------- | --------------- | --------------- | --------------- | --------------- | --------------- | --------------- |
|                 | 1               | 2               | 3               | 4               | 5               | 6               | 7               | 8               | 9               | 10              | 11              | 12              | 13              | 14              | 15              | 16              | 17              | 18              | 19              | 20              | 21              | 22              | 23              | 24              | 25              | 26              | 27              | 28              | 29              | 30              | 31              |                 |
| Gennaio         | Do              | Lu              | Ma              | Me              | Gi              | Ve              | Sa              | Do              | Lu              | Ma              | Me              | Gi              | Ve              | Sa              | Do              | Lu              | Ma              | Me              | Gi              | Ve              | Sa              | Do              | Lu              | Ma              | Me              | Gi              | Ve              | Sa              | Do              | Lu              | Ma              |                 |
| Febbraio        | Me              | Gi              | Ve              | Sa              | Do              | Lu              | Ma              | Me              | Gi              | Ve              | Sa              | Do              | Lu              | Ma              | Me              | Gi              | Ve              | Sa              | Do              | Lu              | Ma              | Me              | Gi              | Ve              | Sa              | Do              | Lu              | Ma              |                 |                 |                 |                 |
| Marzo           | Me              | Gi              | Ve              | Sa              | Do              | Lu              | Ma              | Me              | Gi              | Ve              | Sa              | Do              | Lu              | Ma              | Me              | Gi              | Ve              | Sa              | Do              | Lu              | Ma              | Me              | Gi              | Ve              | Sa              | Do              | Lu              | Ma              | Me              | Gi              | Ve              |                 |
| Aprile          | Sa              | Do              | Lu              | Ma              | Me              | Gi              | Ve              | Sa              | Do              | Lu              | Ma              | Me              | Gi              | Ve              | Sa              | Do              | Lu              | Ma              | Me              | Gi              | Ve              | Sa              | Do              | Lu              | Ma              | Me              | Gi              | Ve              | Sa              | Do              |                 |                 |
| Maggio          | Lu              | Ma              | Me              | Gi              | Ve              | Sa              | Do              | Lu              | Ma              | Me              | Gi              | Ve              | Sa              | Do              | Lu              | Ma              | Me              | Gi              | Ve              | Sa              | Do              | Lu              | Ma              | Me              | Gi              | Ve              | Sa              | Do              | Lu              | Ma              | Me              |                 |
| Giugno          | Gi              | Ve              | Sa              | Do              | Lu              | Ma              | Me              | Gi              | Ve              | Sa              | Do              | Lu              | Ma              | Me              | Gi              | Ve              | Sa              | Do              | Lu              | Ma              | Me              | Gi              | Ve              | Sa              | Do              | Lu              | Ma              | Me              | Gi              | Ve              |                 |                 |
| Luglio          | Sa              | Do              | Lu              | Ma              | Me              | Gi              | Ve              | Sa              | Do              | Lu              | Ma              | Me              | Gi              | Ve              | Sa              | Do              | Lu              | Ma              | Me              | Gi              | Ve              | Sa              | Do              | Lu              | Ma              | Me              | Gi              | Ve              | Sa              | Do              | Lu              |                 |
| Agosto          | Ma              | Me              | Gi              | Ve              | Sa              | Do              | Lu              | Ma              | Me              | Gi              | Ve              | Sa              | Do              | Lu              | Ma              | Me              | Gi              | Ve              | Sa              | Do              | Lu              | Ma              | Me              | Gi              | Ve              | Sa              | Do              | Lu              | Ma              | Me              | Gi              |                 |
| Settembre       | Ve              | Sa              | Do              | Lu              | Ma              | Me              | Gi              | Ve              | Sa              | Do              | Lu              | Ma              | Me              | Gi              | Ve              | Sa              | Do              | Lu              | Ma              | Me              | Gi              | Ve              | Sa              | Do              | Lu              | Ma              | Me              | Gi              | Ve              | Sa              |                 |                 |
| Ottobre         | Do              | Lu              | Ma              | Me              | Gi              | Ve              | Sa              | Do              | Lu              | Ma              | Me              | Gi              | Ve              | Sa              | Do              | Lu              | Ma              | Me              | Gi              | Ve              | Sa              | Do              | Lu              | Ma              | Me              | Gi              | Ve              | Sa              | Do              | Lu              | Ma              |                 |
| Novembre        | Me              | Gi              | Ve              | Sa              | Do              | Lu              | Ma              | Me              | Gi              | Ve              | Sa              | Do              | Lu              | Ma              | Me              | Gi              | Ve              | Sa              | Do              | Lu              | Ma              | Me              | Gi              | Ve              | Sa              | Do              | Lu              | Ma              | Me              | Gi              |                 |                 |
| Dicembre        | Ve              | Sa              | Do              | Lu              | Ma              | Me              | Gi              | Ve              | Sa              | Do              | Lu              | Ma              | Me              | Gi              | Ve              | Sa              | Do              | Lu              | Ma              | Me              | Gi              | Ve              | Sa              | Do              | Lu              | Ma              | Me              | Gi              | Ve              | Sa              | Do              |                 |